# Wojska obrony terytorialnej
Wojska obrony terytorialnej – część sił zbrojnych przeznaczona do prowadzenia działań taktycznych na obszarze kraju. Stanowiły je jednostki ogólnego przeznaczenia oraz ochrony i obrony obiektów formowane i wykorzystywane do samodzielnego prowadzenia walki, wsparcia działań wojsk operacyjnych oraz działań humanitarnych.

## Struktura wojsk OT
Strukturę wojsk obrony terytorialnej tworzą:
- terytorialne organy dowodzenia
- jednostki wojskowe obrony terytorialnej.

Terytorialnym organom dowodzenia szczebla okręgowego podlegały jednostki wojskowe ogólnego przeznaczenia o charakterze brygad zmotoryzowanych.
Terytorialnym organom dowodzenia szczebla wojewódzkiego podlegały bataliony obrony terytorialnej oraz pododdziały ochrony i obrony obiektów nowo formowane na okres zagrożenia (kryzysu) i wojny.
Jednostki wojsk obrony terytorialnej realizowały zadania w swoich obszarach odpowiedzialności wyznaczonych na terytorium kraju. Mogły one prowadzić bezpośrednie działania bojowe, działać w strefie tyłowej oraz na terytorium opanowanym przez przeciwnika. Obszary odpowiedzialności obronnej na okres zagrożenia (kryzysu), wojny i okupacji przygotowywały już w czasie pokoju.
Charakterystyczne dla działań taktycznych wojsk obrony terytorialnej są:
- maksymalne wykorzystanie atutu działań w znanym i przygotowanym terenie stanowiącym obszar odpowiedzialności obronnej i ratowniczej związanym z rodzinnym miejscem pochodzenia i zamieszkania
- ścisłe współdziałanie z pozamilitarnym układem obronnym (władzami, instytucjami i społeczeństwem)
- wszechstronne wsparcie i zapewnienie wojskom operacyjnym dogodnych warunków działania
- wojskowe wsparcie władz cywilnych i społeczeństwa w akcjach ratowniczych, humanitarnych i porządkowych
- prowadzenie działań nieregularnych w ramach struktur podziemnych na obszarze opanowanym przez przeciwnika;
- operacyjne przygotowanie i utrzymywanie w odpowiednim stopniu gotowości infrastruktury obronnej obszaru odpowiedzialności.

## Wojska obrony terytorialnej w Polsce

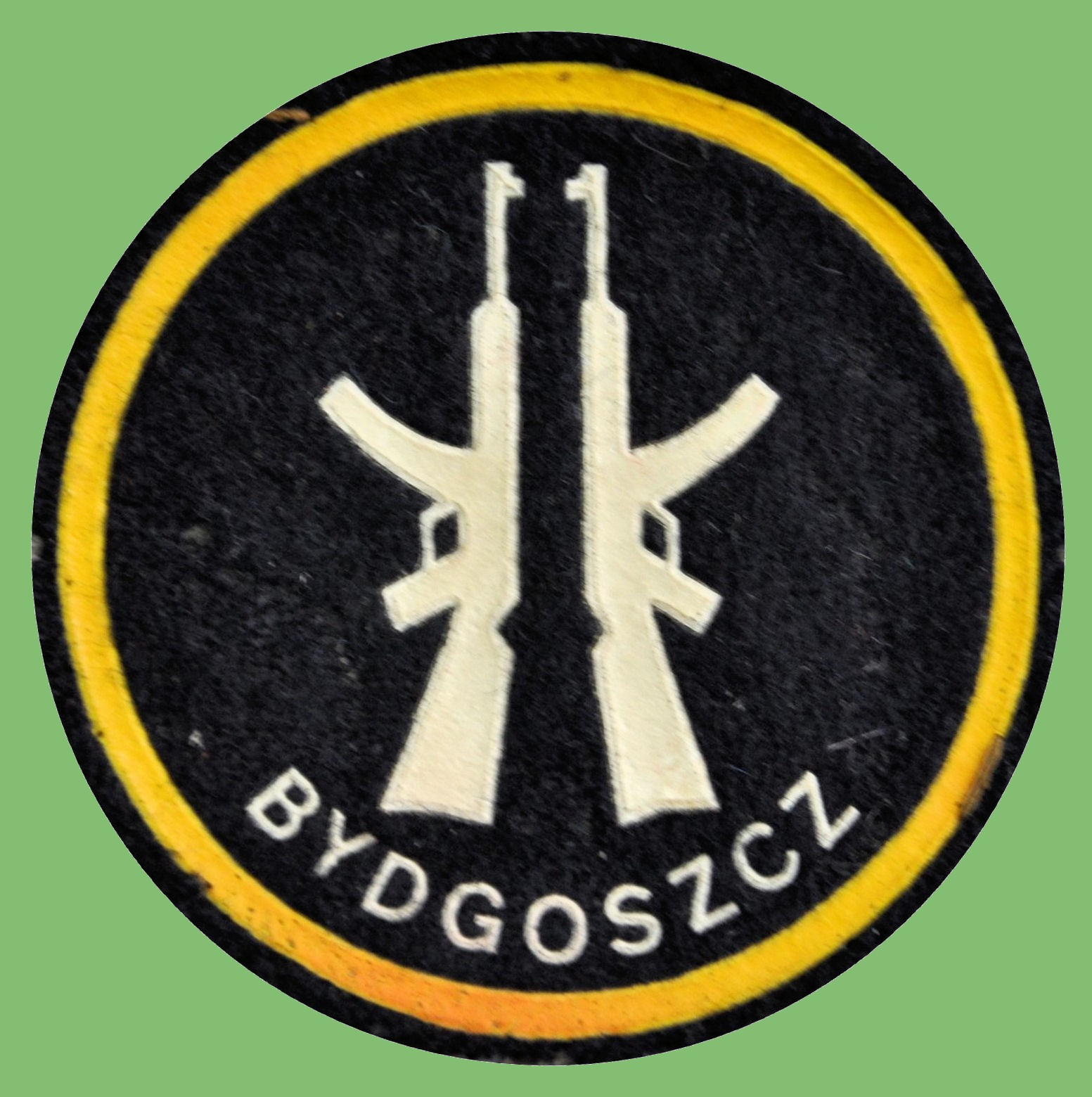
Oznaka OT Bydgoszcz

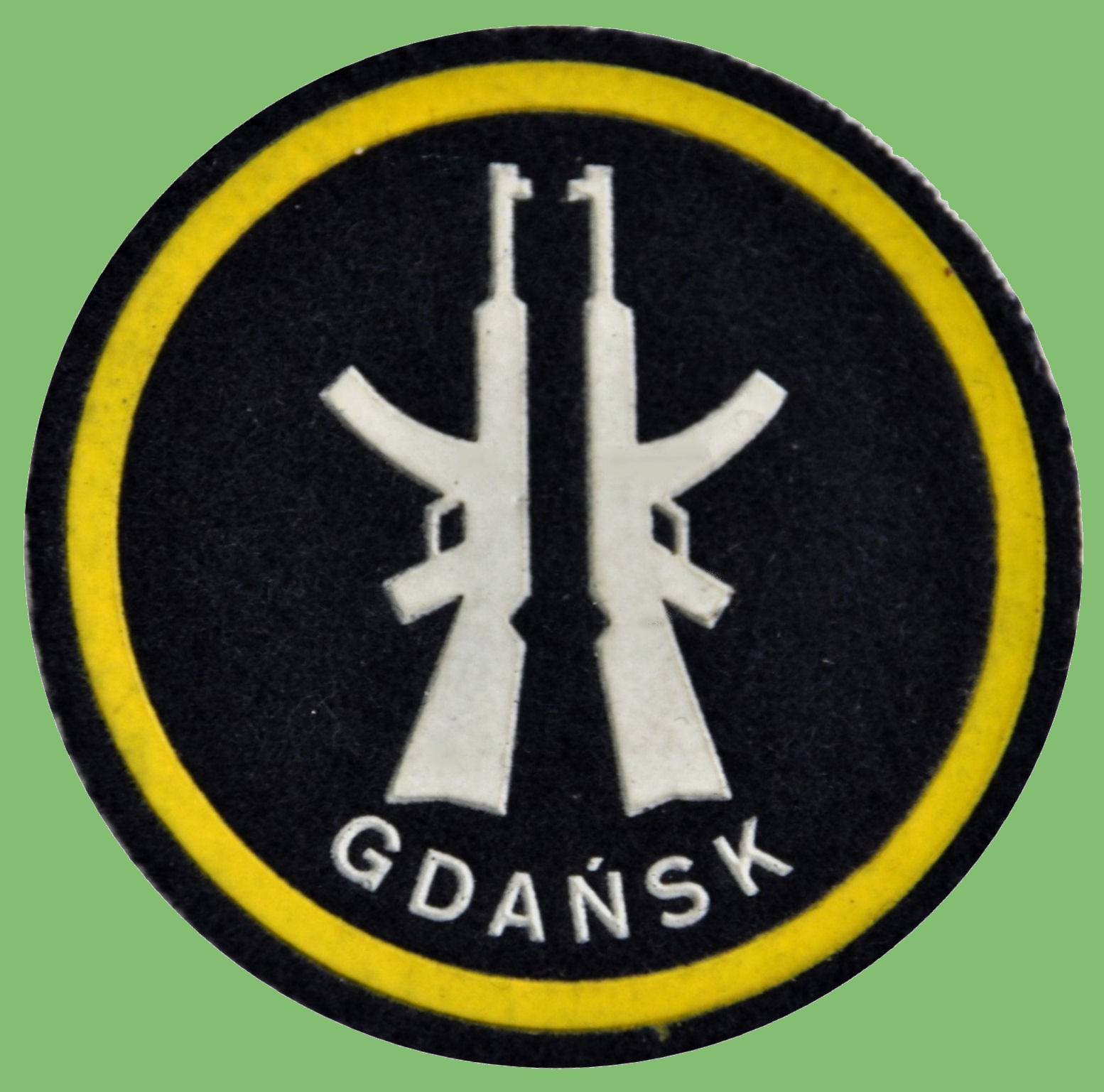
Oznaka OT Gdańsk

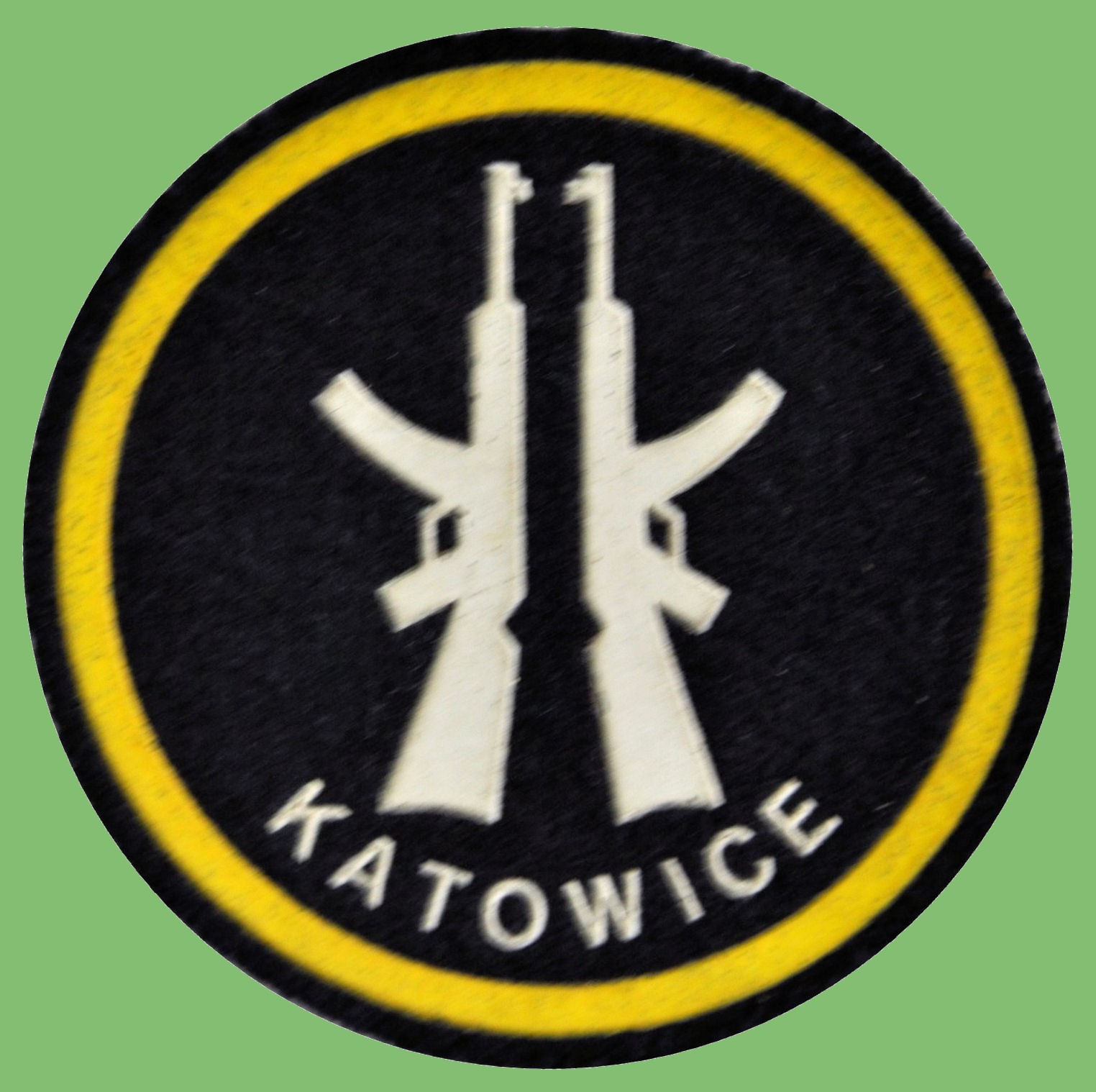
Oznaka OT Katowice

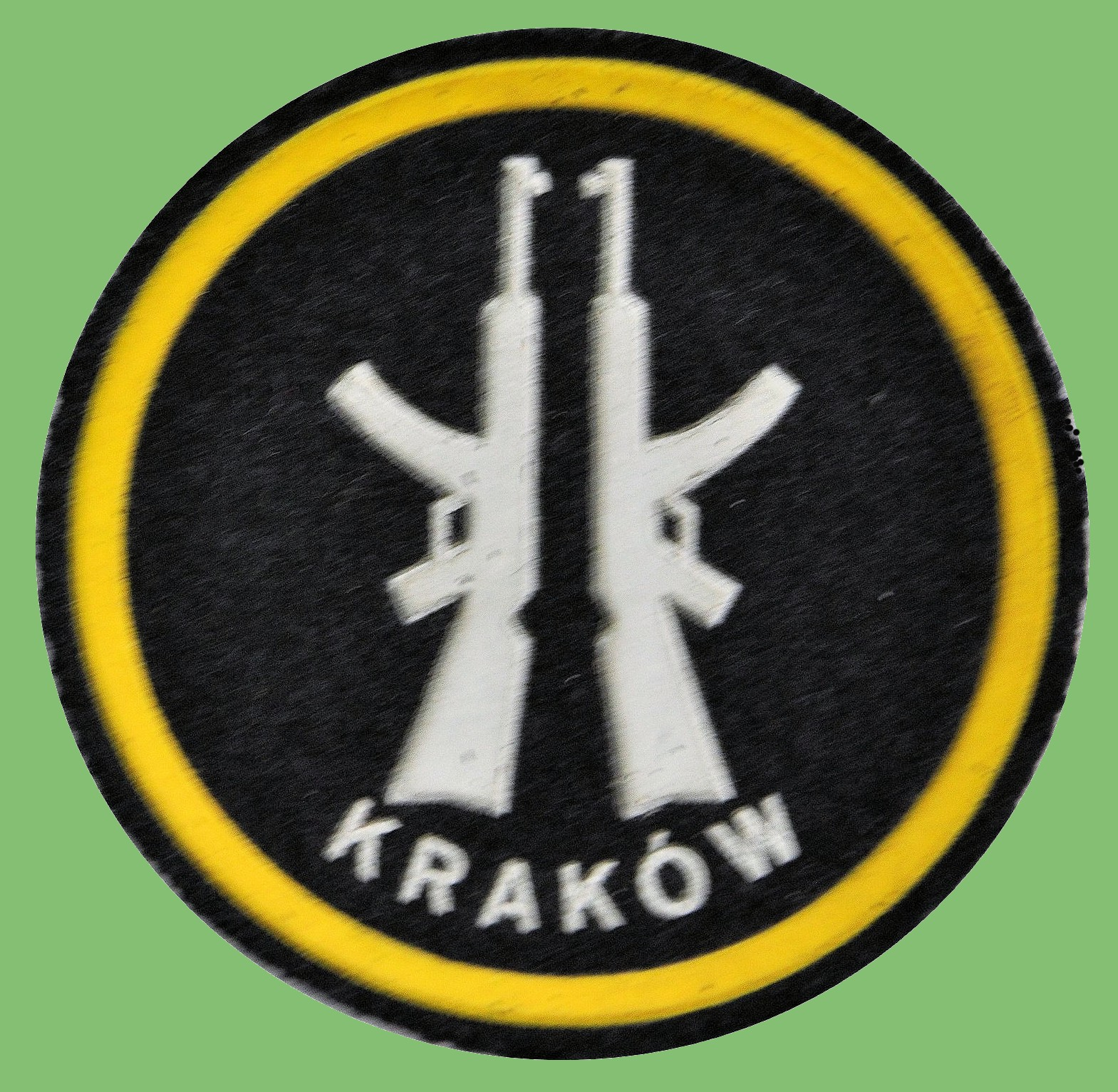
Oznaka OT Kraków

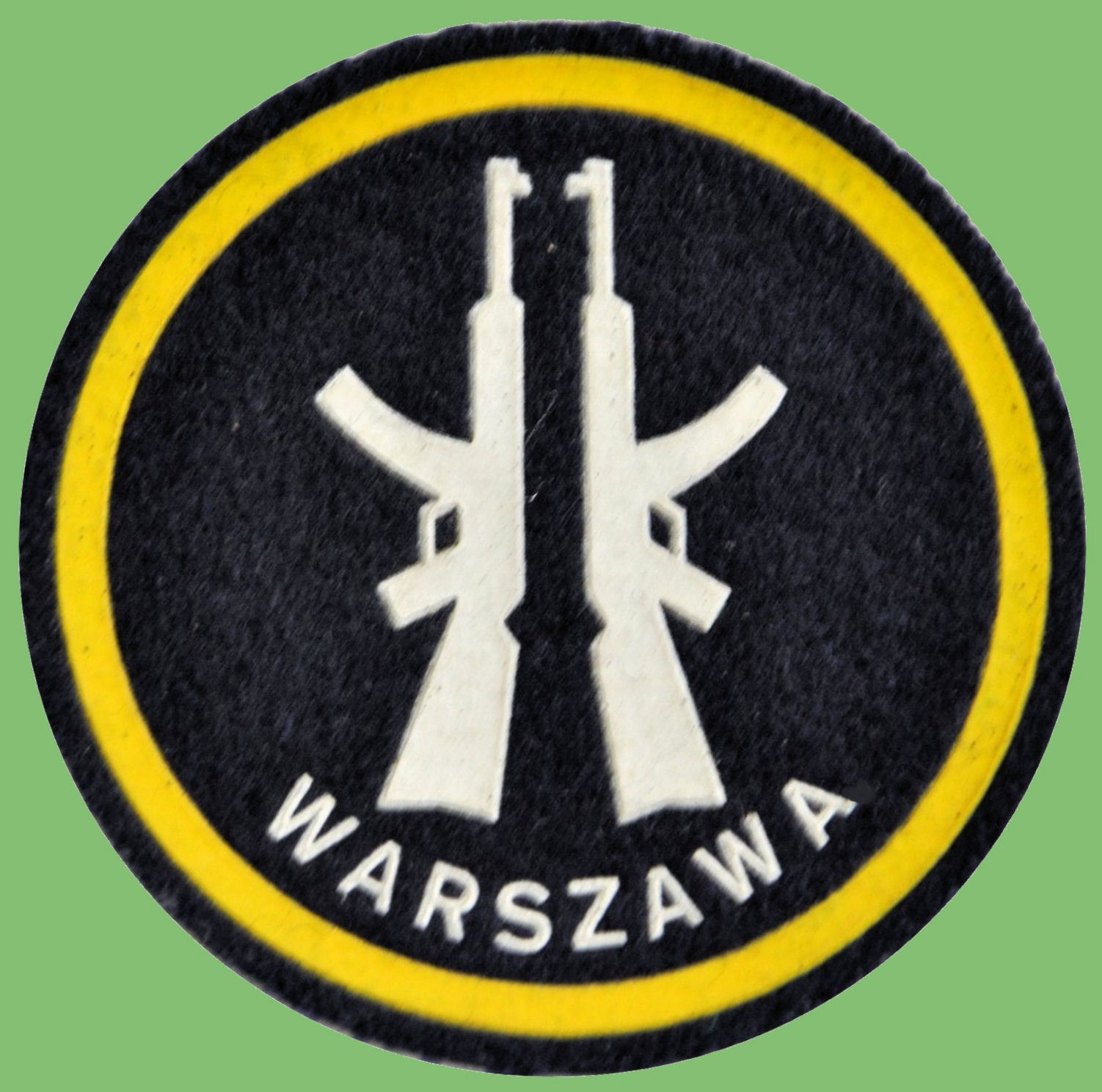
Oznaka OT Warszawa

Wojska Obrony Terytorialnej Kraju (OTK) powołano w Polsce uchwałą Komitetu Obrony Kraju z 14 maja 1959 roku, jako siły tzw. układu wewnętrznego, służącego do bezpośredniej obrony terytorium kraju przed różnymi zagrożeniami (układ zewnętrzny stanowiły wojska operacyjne przewidziane do działań w ramach Zjednoczonych Sił Zbrojnych Układu Warszawskiego, w założeniu poza terytorium kraju). Wśród ich zadań, oprócz walki ze środkami napadu powietrznego, desantami powietrznymi i morskimi, oraz zwalczania grup dywersyjno-rozpoznawczych przeciwnika, była ochrona ważnych obiektów i szlaków komunikacyjnych, zabezpieczenie przegrupowania wojsk operacyjnych przez utrzymanie mostów i budowę przepraw, wsparcie sił resortu spraw wewnętrznych w utrzymaniu porządku publicznego podczas wojny, oraz udział w pracach na rzecz gospodarki narodowej i likwidacji klęsk żywiołowych podczas pokoju. Wojska te rozpoczęto faktycznie formować od 1963 roku. W skład wojsk OTK skład weszły:
- Wojska Obrony Wewnętrznej ( WOWewn )
- Wojska Obrony Powietrznej Kraju ( WOPK )
- Siły obrony terytorialnej Marynarki Wojennej[4]
- jednostki Obrony Terytorialnej ( OT )

Podstawę do formowania wojsk lądowych OTK stanowiły nowo formowane od 1963 roku jednostki Obrony Terytorialnej (OT) oraz Wojska Obrony Wewnętrznej (WOWew.), powstałe w 1966 roku przez przekazanie istniejących jednostek Korpusu Bezpieczeństwa Wewnętrznego.
'Wojska Obrony Wewnętrznej' OTK podzielono na:
- Jednostki zabezpieczenia Komitetu Obrony Kraju (KOK) – trzy brygady i dwa pułki WOWew., jeden pułk i cztery bataliony łączności
- Jednostki zabezpieczenia Wojewódzkich Komitetów Obrony (WKO) – szesnaście kompanii łączności
- Jednostki obrony lądowej – cztery pułki WOWew. (rozwijane w czasie wojny w brygady)
- Jednostki obrony przed bronią masowego rażenia – trzy bataliony inżynieryjne WOWew.
- Jednostki zabezpieczenia przegrupowania wojska – trzy pułki i dwa bataliony pontonowe WOWew.

Jednostki Obrony Terytorialnej przeznaczono do ochrony obiektów i udzielania pomocy w likwidacji skutków uderzeń lotniczych i broni masowego rażenia oraz do zwalczania skutków klęsk żywiołowych. Stanowiły je:
- Jednostki zabezpieczenia Inspektoratu OT – batalion łączności i batalion ochrony
- Jednostki OT Śląskiego OW – jedna brygada, cztery pułki i dwadzieścia cztery bataliony OT
- Jednostki OT Pomorskiego OW – sześć pułków i szesnaście batalionów OT
- Jednostki OT Warszawskiego OW – osiem pułków i dwadzieścia dwa bataliony OT.

W skład wojsk lądowych OTK w latach 1965-1971 wchodziły również Wojska Ochrony Pogranicza, w składzie 9 brygad i 3 samodzielnych oddziałów. Wojska te w lipcu 1965 podporządkowano Ministrowi Obrony Narodowej – bez pododdziałów kontroli ruchu granicznego, lecz od października 1971 wyłączono je z systemu OT i ponownie podporządkowano Ministrowi Spraw Wewnętrznych.
Wojska obrony powietrznej kraju składały się z trzech korpusów OPK. Były to:
- 1 Korpus Obrony Powietrznej Kraju z dowództwem w Warszawie
- 2 Korpus Obrony Powietrznej Kraju z dowództwem w Bydgoszczy
- 3 Korpus Obrony Powietrznej Kraju z dowództwem we Wrocławiu

Siły obrony terytorialnej Marynarki Wojennej obejmowały dwie flotylle obrony wybrzeża. Były to:
- 8 Flotylla Obrony Wybrzeża z dowództwem w Świnoujściu
- 9 Flotylla Obrony Wybrzeża z dowództwem na Helu

W 1970 roku wojska OTK liczyły 206 tysięcy żołnierzy, w tym wojska lądowe 141 tysięcy i wojska OPK 45 tysięcy; w 1975 roku – 184 tysiące żołnierzy, w tym wojska lądowe 117,5 tysiąca i wojska OPK 45,5 tysiąca. W 1975 roku posiadały one na wyposażeniu m.in. 160 czołgów, 441 transporterów opancerzonych, 422 samoloty myśliwskie, 258 wyrzutni rakiet plot.
W 1989 roku, w ramach redukcji Sił Zbrojnych PRL, wojska lądowe OTK zostały rozformowane. Przyczyną tej decyzji była konieczność zmniejszenia liczebności Sił Zbrojnych wynikająca z traktatów rozbrojeniowych w Europie, przy tym wojska OTK miały niższy stopień gotowości bojowej i wyszkolenia od wojsk operacyjnych. Poszczególne jednostki rozformowano w latach 1988-1990, 6 jednostek  WOWewn podporządkowano Ministrowi Spraw Wewnętrznych.

### Jednostki lądowe OT
W celu zapewnienia wojewódzkim i powiatowym i miejskim komitetom obrony sił do wykonania zadań obronno-ochronnych i awaryjno-ratunkowych, rozpoczęto od początku 1963 roku formowanie jednostek OT. Podstawą prawną ich tworzenia była uchwała Komitetu Obrony Kraju z 16 listopada 1962 roku w sprawie przygotowania obrony terytorium kraju oraz uchwała Rady Ministrów nr 164/63 z 4 maja 1963 roku o zasadach organizacji jednostek OT. W każdym województwie i mieście wydzielonym stopnia wojewódzkiego nakazano sformować po jednym pułku OT, a w miastach na prawach powiatu i w powiatach – po jednym batalionie OT. Plan przewidywał utworzenie od podstaw 330 jednostek. Ogółem sformowano jedną brygadę, 18 pułków i 67 batalionów.

#### Wykaz jednostek lądowych OT (1970)
Jedna brygada i osiemnaście pułków Obrony Terytorialnej:
- Katowicka Brygada OT im. gen. Aleksandra Zawadzkiego w Zabrzu-Makoszowach
- Warszawski Pułk OT im. Władysława Broniewskiego w Ułężu
- Pułk OT m.st. Warszawy im. płk. Jana Kilińskiego w Warszawie
- Białostocki Pułk OT im. gen. Walerego Wróblewskiego w Ełku
- Bydgoski Pułk OT im. Juliana Marchlewskiego w Grudziądz
- Gdański Pułk OT im. gen. Józefa Wybickiego w Gdańsku
- Kielecki Pułk OT im. Leona Koczaskiego w Kielcach
- Koszaliński Pułk OT im. por. Henryka Droździarza w Koszalinie
- Krakowski Pułk OT im. Bartosza Głowackiego w Krakowie
- Lubelski Pułk OT im. Aleksandra Szymańskiego w Radzyniu Podlaskim
- Łódzki Pułk OT im. Czesława Szymańskiego w Wiśniowej Górze k. Łodzi
- Pułk OT m. Łodzi im. Tadeusza Głąbskiego w Łodzi
- Olsztyński Pułk OT im. ppor. Zbigniewa Kozłowskiego w Biskupcu Reszelskim
- Opolski Pułk OT w Opolu
- Szczeciński Pułk OT im. st. sierż. Mieczysława Majchrzaka w Szczecinie
- Poznański Pułk OT im. ppłk. Franciszka Bartoszka w Gnieźnie
- Wrocławski Pułk OT w Świdnicy
- Rzeszowski Pułk OT im. gen. broni Karola Świerczewskiego „Waltera” w Przemyślu
- Zielonogórski Pułk OT w Skwierzynie

oraz sześćdziesiąt trzy bataliony Obrony Terytorialnej, w tym:
- Opatowski Batalion Obrony Terytorialnej im. kpt. Wasyla Wojczenki „Saszki” w Ostrowcu Świętokrzyskim
- Radomski Batalion Obrony Terytorialnej w Radomiu
- Starachowicki Batalion Obrony Terytorialnej im. Ludowych Partyzantów Ziemi Iłżeckiej w Zębcu

### Wojska OT w III Rzeczypospolitej
W 1991 r. podjęto proces odbudowy wojsk OT jako jednostek przeznaczonych wyłącznie do prowadzenia działań bojowych na terenie kraju wspólnie z wojskami operacyjnymi. W oparciu o doświadczenia sojuszu NATO dopiero w 1997 r. przyjęto „Koncepcję rozwoju obrony terytorialnej”, w której zakładano sformowanie do 2003 r. kilkunastu brygad OT (1 brygada na województwo) o ogólnym stanie ok. 10 tys. żołnierzy. Problemy z wyposażeniem i uzbrojeniem tak dużej liczby jednostek oraz redukcja całych Sił Zbrojnych RP spowodowały, że utworzono tylko siedem skadrowanych brygad OT, których łączny stan nie przekroczył 2 tys. żołnierzy.
W 2003 r. rozformowano 23 BOT, a w 2005 r. 2 BOT. W wyniku przyjęcia programu profesjonalizacji Sił Zbrojnych RP w 2008 r. pozostałe brygady OT przekształcono w bataliony OT, a następnie przeformowano je w bataliony zmechanizowane, co zakończyło istnienie tego rodzaju wojsk w Polsce.

#### Skład wojsk obrony terytorialnej (2003)
- 1 Gdańska Brygada Obrony Terytorialnej (Lębork)
- 2 Mińsko-Mazowiecka Brygada Obrony Terytorialnej (Mińsk Mazowiecki)
- 3 Zamojska Brygada Obrony Terytorialnej (Zamość)
- 14 Brygada Obrony Terytorialnej Ziemi Przemyskiej im. Hetmana Jerzego Lubomirskiego (Przemyśl)
- 18 Białostocka Brygada Obrony Terytorialnej im. Marszałka Edwarda Rydza-Śmigłego (Białystok)
- 22 Brygada Piechoty Górskiej Obrony Terytorialnej (Kłodzko)
- 23 Śląska Brygada Obrony Terytorialnej (Gliwice)

#### Wojska obrony terytorialnej według koncepcji 2016
W 2016 powstała koncepcja ich ponownego utworzenia. 1 stycznia 2017 r. weszła w życie ustawa wprowadzająca Wojska Obrony Terytorialnej jako jeden z rodzajów Sił Zbrojnych RP.
- Dowództwo Wojsk Obrony Terytorialnej
- 1 Podlaska Brygada Obrony Terytorialnej im. płk. Władysława Liniarskiego ps „Mścisław” w Białymstoku[14]
- 2 Lubelska Brygada Obrony Terytorialnej im. mjr. Hieronima Dekutowskiego ps. „Zapora” w Lublinie[15]
- 3 Podkarpacka Brygada Obrony Terytorialnej im. płk. Łukasza Cieplińskiego w Rzeszowie[16]
- 4 Warmińsko-Mazurska Brygada Obrony Terytorialnej im. kpt. Gracjana Klaudiusza Fróga, ps. „Szczerbiec” w Olsztynie[17]
- 5 Mazowiecka Brygada Obrony Terytorialnej im. ppor. Mieczysława Dziemieszkiewicza, ps. „Rój” w Ciechanowie[18]
- 6 Mazowiecka Brygada Obrony Terytorialnej im. rotmistrza Witolda Pileckiego w Radomiu[19]
- 7 Pomorska Brygada Obrony Terytorialnej im. kpt. mar. Adama Dedio w Gdańsku[20]
- 8 Kujawsko-Pomorska Brygada Obrony Terytorialnej im. gen. bryg. Elżbiety Zawackiej ps. „Zo” w Bydgoszczy[21][22][23]
- 9 Łódzka Brygada Obrony Terytorialnej im. gen. bryg. Stanisława Sojczyńskiego, ps. „Warszyc” w Łodzi[24][20]
- 10 Świętokrzyska Brygada Obrony Terytorialnej im. mjr. Eugeniusza Gedymina Kaszyńskiego, ps. „Nurt” w Kielcach[20]
- 11 Małopolska Brygada Obrony Terytorialnej im. gen. bryg. Leopolda Okulickiego, ps. „Niedźwiadek” w Krakowie
- 12 Wielkopolska Brygada Obrony Terytorialnej im. gen. bryg. Stanisława Taczaka w Poznaniu[25]
- 13 Śląska Brygada Obrony Terytorialnej im. ppłk. Tadeusza Puszczyńskiego ps. „Konrad Wawelberg” w Katowicach[26]
- 14 Zachodniopomorska Brygada Obrony Terytorialnej im. ppłk. dypl. Stanisława Jerzego Sędziaka, ps. „Warta” w Szczecinie
- 15 Lubuska Brygada Obrony Terytorialnej w Gorzowie Wielkopolskim[27]
- 16 Dolnośląska Brygada Obrony Terytorialnej im. ppłk. Ludwika Marszałka, ps. „Zbroja” we Wrocławiu[28]
- 17 Opolska Brygada Obrony Terytorialnej w Opolu[29]
- 18 Stołeczna Brygada Obrony Terytorialnej im. gen. Antoniego Chruściela ps. „Monter” w Warszawie
- 19 Nadbużańska Brygada Obrony Terytorialnej  im. gen. bryg. Wilhelma Orlik-Rückemanna w Chełmie
- 20 Przemyska Brygada Obrony Terytorialnej im. gen. dyw. Stefana Roweckiego, ps. „Grot” w Przemyślu

Według planów Ministerstwa Obrony Narodowej do 2019 r. na terenie Polski miało powstać 17 brygad - dwie w województwie mazowieckim oraz po jednej w każdym z pozostałych 15 województw. Ministerstwo Obrony Narodowej zmieniło założenia wobec województw opolskiego i lubuskiego, gdzie zamiast brygad powstaną bataliony liczące po kilkuset żołnierzy, podporządkowane odpowiednio 13 Śląskiej i 12 Wielkopolskiej Brygadzie WOT.